# Vandergrift
Vandergrift est un borough de Pennsylvanie aux États-Unis située à 48 kilomètres au nord-est de Pittsburgh. Il a été fondé en 1895 par des immigrés allemands travaillant surtout dans les aciéries voisines.

## Population
- 1900 : 2 076 habitants
- 1930 : 11 479 habitants
- 1950 : 9 524 habitants
- 1970 : 7 889 habitants
- 1990 : 5 904 habitants
- 2000 : 5 455 habitants
- 2012 : 5 140 habitants

## Culte
- Église Sainte-Gertrude (catholique)
- Temple méthodiste
- Temple luthérien

## Galerie photographique

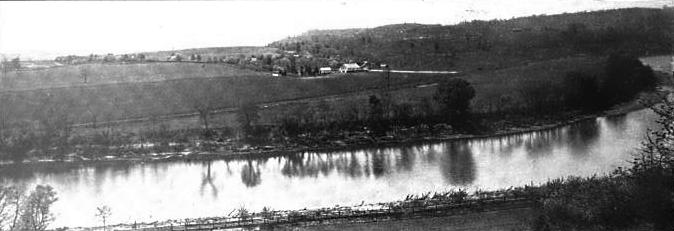
Juillet 1895, avant la construction de la ville.
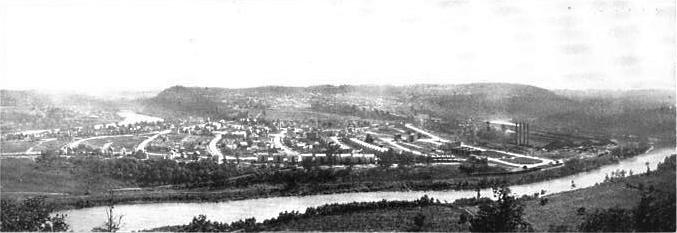
Mai 1896.
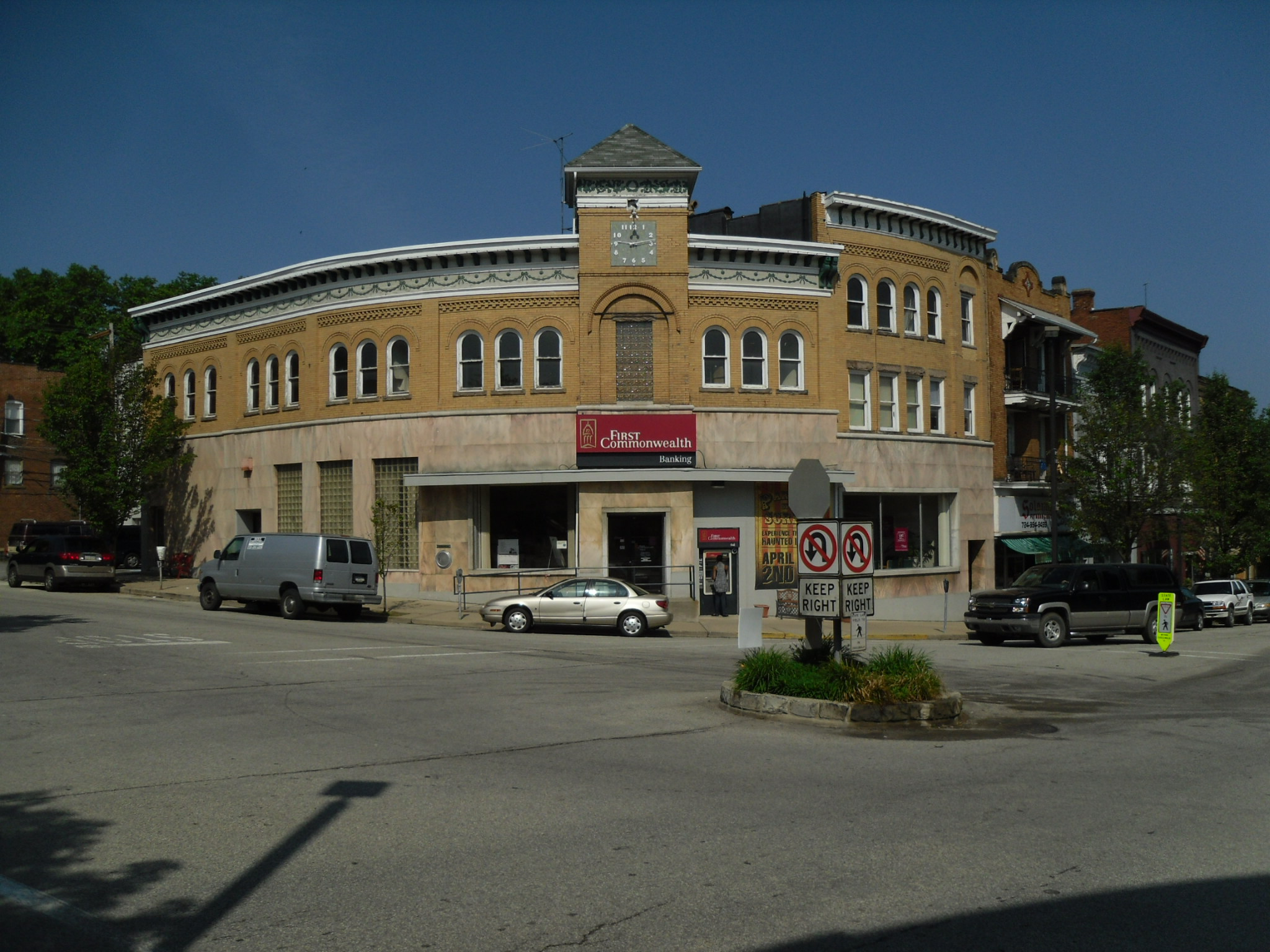
Centre-ville et maison communale.
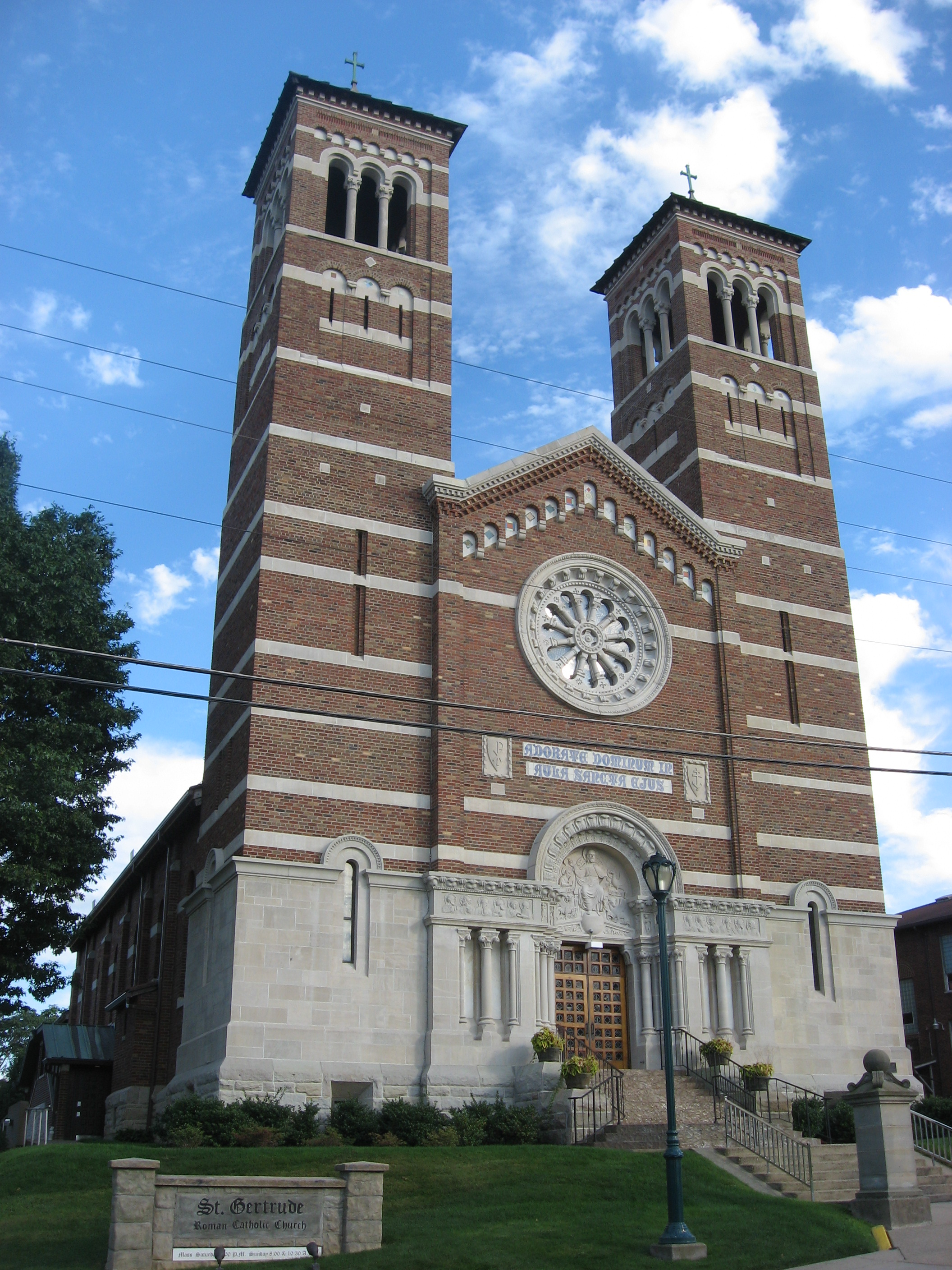
L’église catholique Sainte-Gertrude